# Riccardia crassiretis
Riccardia crassiretis là một loài rêu trong họ Aneuraceae. Loài này được Schiffner mô tả khoa học đầu tiên năm 1898.